# Уильямс, Гершель Вудроу
Гершель Вудроу «Вуди» Уильямс (англ. Hershel Woodrow Williams; 2 октября 1923, Quiet Dell, Западная Виргиния, США — 29 июня 2022, Хантингтон, Западная Виргиния, США) — уорент-офицер Корпуса морской пехоты США в отставке, представитель Управления по делам ветеранов США. Награждён медалью Почёта, высочайшей американской наградой за героизм, проявленный в сражении за остров Иводзима в ходе Второй мировой войны. Был последним живущим участником Второй мировой войны, награждённым медалью Почёта.

## Биография

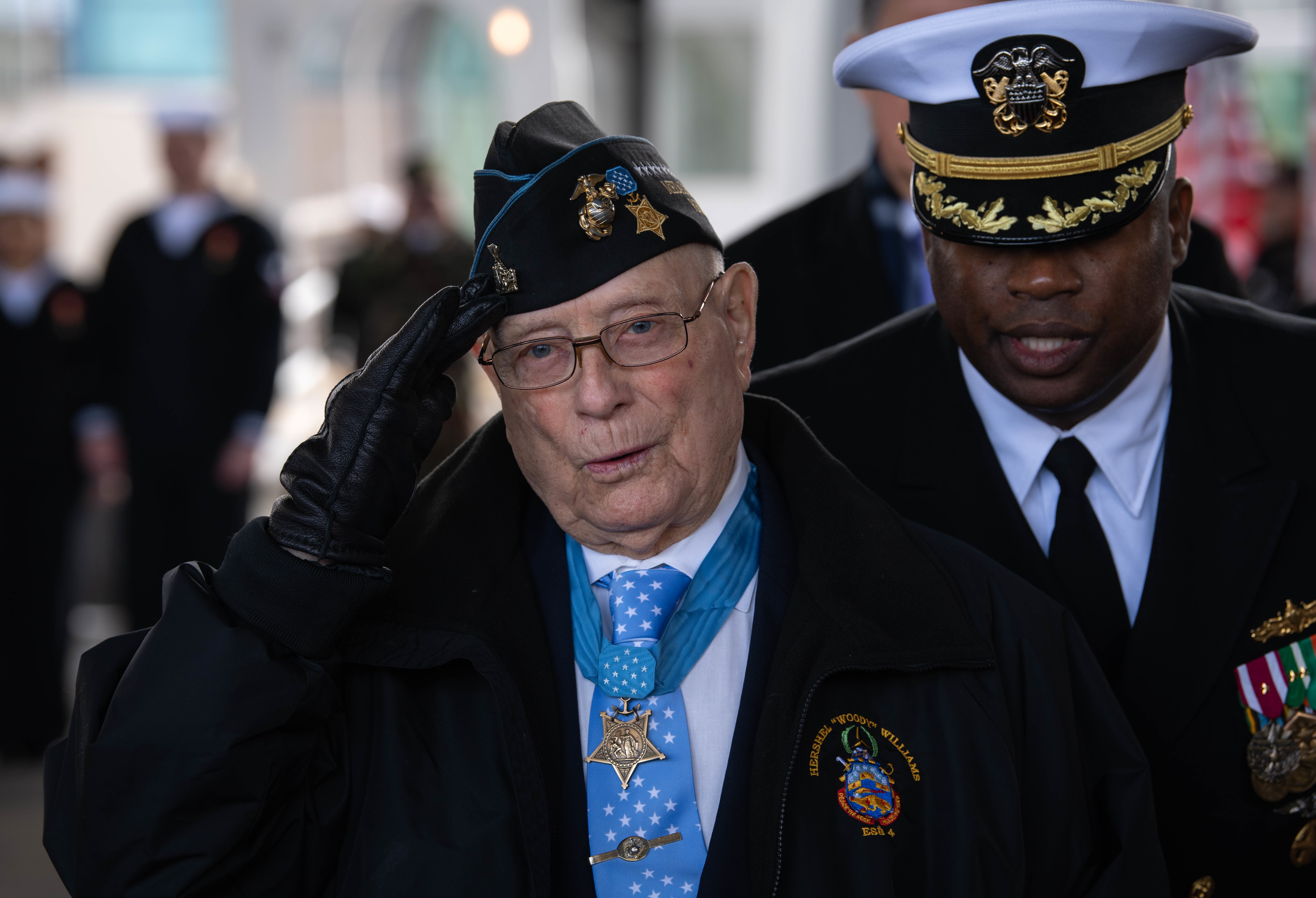
Уильямс в марте 2020 года

Уильямс был самым младшим из одиннадцати детей. Родился 2 октября 1923 года в Куает Делл, штат Западная Виргиния на молочной ферме, где и вырос. При рождении он весил 3,5 фунта, не ожидалось, что он вообще выживет. Его мать Луренна решила назвать его в честь врача, прибывшего на ферму спустя несколько дней после его рождения. Когда ему было 11 лет, отец умер от сердечного приступа, а несколько его братьев стали жертвами пандемии гриппа. Уильямс перебивался случайными работами в своём районе, в том числе работал водителем грузовика на компанию W.S. Harr Construction Company в г. Фермонт, штат Западная Виргиния и водителем такси. Во время нападения на Перл-Харбор он работал в штате Монтана на Гражданский корпус сохранения природы.
Уильямс был впечатлён синей формой морских пехотинцев, которых видел несколько раз. Армейская коричневая шерстяная форма ему не нравилась, он считал её «самой уродливой в городе…я решил, что не хочу её носить, я хотел быть в этой синей форме». Кроме формы Уильямс ничего не знал о морской пехоте. В 1942 году он пытался вступить в Корпус морской пехоты, но ему сказали что его рост недостаточен (5 футов 6 дюймов). В начале 1943 года требования к росту были смягчены и ему удалось вступить в ряды резерва Корпуса 26 мая в г. Чарльстон, штат Западная Виргиния.
Уильямс прошёл рекрутскую подготовку на базе подготовки рекрутов в Сан-Диего, штат Калифорния. По завершении подготовки он был отправлен в учебный центр Кэмп-Эллиот в Сан-Диего, где 21 августа 1943 года вступил в ряды учебного танкового батальона. В следующем месяце он был переведён в пехотный батальон учебного центра для обучения на подрывника и огнемётчика. Как рассказывал Уильямс, обучение было техническом и было сфокусировано на устройстве огнемёта: три баллона, две из них со смесью дизельного и авиационного топлива, в третьем баллоне — сжатый газ. Тренировок по применению было немного. «Нам пришлось изучать это самостоятельно».
30 октября 1943 года Уильямс получил назначение в 32-й запасной батальон и 3 декабря отплыл в Новую Каледонию в юго-западной части Тихого океана на борту транспортного судна M.S. Weltey Reden. В январе 1944 года он присоединился к роте С, первого батальона, 21-го полка 3-й дивизии морской пехоты на о. Гуадалканал. В июле и августе 1944 года он был придан штабной роте и участвовал в боях с японцами в ходе сражения за остров Гуам. В октябре он снова присоединился к роте С.

### Подвиг
Следующей и последней кампанией для Уильямса стал захват острова Иводзима, где он отличился «при выполнении и перевыполнении долга службы», за что удостоился медали Почёта. 21 февраля 1945 года он высадился на берегу в составе первого батальона 21-го полка морской пехоты. Уильямс (тогда в чине капрала) отличился спустя два дня, когда американские танки, пытаясь открыть проход для пехоты, наткнулись на сеть укреплённых бетонных ДОТов. Рота Уильямса оказалась прижатой к земле пулемётным огнём, и командир роты приказал одному из своих людей изготовить взрывснаряд и при поддержке нескольких стрелков и Уильямса с его огнемётом засунуть этот импровизированный снаряд в отверстие ДОТа. Когда они пробились к ДОТу все, кроме Уильямса, выбыли из строя. Не потеряв духа, Уильямс подобрался к первому ДОТу, засунул раструб огнемёта в отверстие ДОТа и уничтожил весь его расчёт. Затем он пять раз возвращался к своей роте, перезаряжал оружие и снова уходил вперёд, чтобы уничтожить оставшиеся ДОТы.
Находясь под прикрытием четырёх стрелков, он сражался четыре часа под плотным вражеским огнём из лёгкого стрелкового оружия и периодически возвращался к американским позициям, чтобы подготовить подрывные заряды и получить заправленные огнемёты. Затем он возвращался на поле боя, часто забираясь во вражеский тыл, зачищая одну вражескую позицию за другой. В одной точке он заметил столб дыма, выходящий из вентиляции японского бункера, он подобрался к бункеру и засунул раструб огнемёта в отверстие, уничтожив всех защитников бункера. В другом случае его атаковали вражеские стрелки, пытаясь заколоть его штыками, и Уильямс истребил их, выпустив струю пламени из огнемёта. Уильямс сказал, что большая часть боя: «Белое пятно, она не сохранилась в памяти».
В это же день на вулкане Сурибати были подняты два флага и Уильямс, находящийся в тысяче ярдов от Сурибати, стал свидетелем этого события. Уильямс продолжал сражаться, битва продлилась ещё пять недель. 6 марта Уильямс был ранен шрапнелью в ногу, за это ранение он получил медаль Пурпурное сердце.

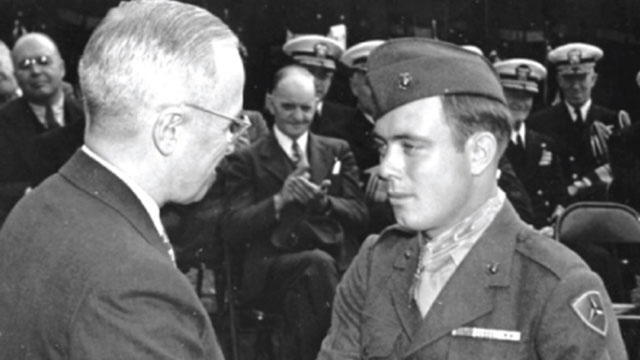
Президент США Гарри Трумэн поздравляет Уильямса по случаю награждения медалью Почёта, 5 октября 1945 года

В сентябре 1945 года Уильямс вернулся в США. 1 октября он начал работу в главном штабе морской пехоты в г. Вашингтон. Он и 13 других военнослужащих получили медали Почёта из рук президента Гарри Трумэна в Белом доме 5 октября 1945 года.
22 октября 1945 года Уильямс был переведён в казармы морской пехоты, военно-морского учебного центра в Бейнбридже, штат Мэриленд, где 6 ноября 1945 года был с почётом уволен со службы из резерва Корпуса морской пехоты.

### Послевоенная служба
В марте 1948 года Уильямс снова поступил в резерв Корпуса морской пехоты но 4 августа 1949 был уволен.
20 октября 1954 года Уильямс вступил в состав организованного резерва морской пехоты, когда главный штаб морской пехоты утвердил местонахождение 98-й специальной роты пехотыв Кларксберге, штат западная Виргиния. 9 июня 1957 года Уильямс был переведён в 25-ю роту резерва корпуса морской пехоты в Хантингтоне, штат Западная Виргиния. 6 июня 1960 года он принял командование над этой частью (в качестве уорент-офицера в межвоенное время). 11 июля 1963 года он был назначен офицером по мобилизации 25-й пехотной роты и области Хантингтона.
В этот период Уильямс двигался по служебной лестнице, дослужившись до звания старшего уорент-офицера 4 класса (CWO4). Хотя находясь в этом звании, он технически не попадал под требования о выходе в отставку, он был с почётом уволен из резерва корпуса морской пехоты в 1969 году после 17 лет службы.

### После отставки
После второй мировой войны Уильямс принял пост советника Министерства по делам ветеранов и ушёл в отставку после 33-летней военной службы. Долгие годы он страдал от последствий стресса, испытанного в боевых действиях, но в 1962 он обновил своё мировоззрение благодаря религии. В течение 35 лет он служил капелланом Общества медали Почёта. Также он состоял в организации «Сыновья американской революции» и Лиги морской пехоты. Медаль Почёта, полученная Уильямсом, находится на выставке военного музея Пфицкера в Чикаго.
Двое из четырёх стрелков, прикрывавших Уильямса погибли. В 2020 году Уильямс заявил: «Когда я узнал об этом, я стал по-другому оценивать свою медаль Почёта. С тех пор я говорил: награда мне не принадлежит, она принадлежит им, я ношу её в их честь. Я чищу её ради них, поскольку нет большей жертвы, чем когда кто-то жертвует своей жизнью ради вас и меня.» В 2017 году администратор UPS Пат О’Лири и один из внуков Уильямса нашёл по документам имена двух морских пехотинцев, пожертвовавших жизнью ради Уильямса в ходе сражения за Иводзиму. Это были 24-летний капрал Уоррен Хардинг Борнхолц из г.Нью-Йорк и 20-летний рядовой первого класса Чарльз Гилберт Фишер из общины Сомер, штат Монтана. Они погибли в бою 23 февраля 1945 года, прикрывая Уильямса от вражеского огня.
В интервью газете Washington Post 2020 года, посвящённому 75-й годовщине битвы за Иводзиму, Уильямс заявил, что его религиозное пробуждение положило конец его кошмарам и изменило его жизнь.

«Это одна из тех вещей, которые вы бросаете в глубину своего разума. Вы выполняли долг, который поклялись выполнять — защищать свою страну. Каждый раз, когда вы лишаете кого-то жизни, всегда есть какие-то последствия, если у вас вообще есть сердце».
Оригинальный текст (англ.)It's one of those things you put in the recess of your mind. You were fulfilling an obligation that you swore to do, to defend your country. Anytime you take a life, there's always some aftermath to that if you've got any heart at all.
— 
Скончался 29 июня 2022 года на 99-м году жизни.

## Награды, почести и знаки отличия

### Награды
|  |  |  |  |  |  |
|  |  |  |  |  |  |
|  |  |  |  |  |  |
|  |  |  |  |  |  |

| 1-й ряд | Медаль Почёта                                   | Медаль Почёта                             | Пурпурное сердце                                                                                 |
| 2-й ряд | Президентская благодарность подразделению (ВМС) | Благодарность части Военно-морского флота | Selected Marine Corps Reserve Medal с двумя звёздами за службу                                   |
| 3-й ряд | Vietnam Civilian Service Award                  | Медаль «За Американскую кампанию»         | Медаль «За Азиатско-тихоокеанскую кампанию» с двумя 3/16 дюймовыми бронзовыми звёздами за службу |
| 4-й ряд | Медаль Победы во Второй мировой войне           | Медаль «За службу национальной обороне»   | West Virginia Distinguished Service Medal                                                        |

### Наградная запись к медали Почёта
Президент Соединённых Штатов, действуя от имени Конгресса, с удовольствием вручает
 МЕДАЛЬ ПОЧЁТА

КАПРАЛУ ГЕРШЕЛЮ У. УИЛЬЯМСУ

РЕЗЕРВ МОРСКОЙ ПЕХОТЫ США

за службу, указанную в последующей
ЦИТАТЕ:
За выдающуюся храбрость и отвагу, проявленную с риском для жизни при выполнении и перевыполнении долга службы в звании сержанта-подрывника в составе первого батальона 22-го полка третьей дивизии морской пехоты в бою против вражеских японских сил на Иводзиме, остров Волкано, 23 февраля 1945 года. Когда наши танки тщетно маневрировали, пытаясь открыть дорогу для пехоты через сеть железобетонных дотов, мин и чёрного вулканического песка капрал Уильямс незамедлительно вызвался добровольцем и с дерзостью в одиночку двинулся вперёд с целью уменьшить разрушительный пулемётный огонь с неприступных позиций. Располагая прикрытием всего лишь из четырёх стрелков он отчаянно сражался в течение четырёх часов под плотным вражеским огнём из лёгкого стрелкового оружия и периодически возвращался к американским позициям, чтобы приготовить подрывные заряды и получить заправленные огнемёты, затем возвращался назад, часто забираясь во вражеский тыл, зачищая одну вражескую позицию за другой. В одном случае он храбро поднялся на крышу бункера, чтобы засунуть раструб огнемёта в вентиляционное отверстие, уничтожив всех обитателей бункера и подавив орудие. В другом случае его атаковали вражеские стрелки, пытаясь заколоть его штыками, и он сразил их, выпустив струю пламени из огнемёта. Его непреклонная решимость и необычайный героизм перед лицом стойкого вражеского сопротивления прямо повлияли на нейтрализацию одного из наиболее фанатично защищаемых японских укреплённых пунктов, с которыми столкнулся его полк и помогли его роте достигнуть поставленной цели. Своим агрессивным боевым духом и доблестным посвящением долгу, проявленными в ходе этого ожесточённого боя, капрал Уильямс поддержал и усилил высочайшие традиции военно-морской службы США.
Оригинальный текст (англ.)
The President of the United States in the name of The Congress takes pleasure in presenting the
 MEDAL OF HONOR to

CORPORAL HERSHEL W. WILLIAMS

UNITED STATES MARINE CORPS RESERVE

for service as set forth in the following
CITATION:

For conspicuous gallantry and  intrepidity at the risk of his life above and beyond the call of duty as Demolition Sergeant serving with the First Battalion, Twenty-First Marines, Third Marine Division, in action against enemy Japanese forces on Iwo Jima, Volcano Island, 23 February 1945. Quick to volunteer his services when our tanks were maneuvering vainly to open a lane for the infantry through the network of reinforced concrete pillboxes, buried mines and black, volcanic sands, Corporal Williams daringly went forward alone to attempt the reduction of devastating machine-gun fire from the unyielding positions. Covered only by four riflemen, he fought desperately for four hours under terrific enemy small-arms fire and repeatedly returned to his own lines to prepare demolition charges and obtain serviced flame throwers, struggling back, frequently to the rear of hostile emplacements, to wipe out one position after another. On one occasion he daringly mounted a pillbox to insert the nozzle of his flame thrower through the air vent, kill the occupants and silence the gun; on another he grimly charged enemy riflemen who attempted to stop him with bayonets and destroyed them with a burst of flame from his weapon. His unyielding determination and extraordinary heroism in the face of ruthless enemy resistance were directly instrumental in neutralizing one of the most fanatically defended Japanese strong points encountered by his regiment and aided in enabling his company to reach its'[sic] objective. Corporal Williams' aggressive fighting spirit and valiant devotion to duty throughout this fiercely contested action sustain and enhance the highest traditions of the United States Naval Service.
/S/ HARRY S. TRUMAN
— 

### Почести
В 1956 году Уильямс получил медаль «За выдающуюся службу» Западной Виргинии. В 1967 году министерство по делам ветеранов почтило его гражданской медалью «За службу во Вьетнаме» за службу гражданским советником вооружённых сил. В 1999 году был включён в Зал Славы Фонда города Хантингтон. В 2014 году получил награду Фонда «за выдающийся вклад в миссию военного музея Пфицкера и библиотеки и сохранение наследия солдата-гражданина».
Законодательное собрание штата Западная Виргиния дважды в 1980 и 2013 году включало Уильямса в Зал Славы для отличившихся жителей штата. Также он включён в Зал Славы гражданского центра города Хантингтон, штат западная Виргиния, его выбрали среди награждённых. В его родном городе Фермонт, штат Западная Виргиния в его честь назван центр резерва вооружённых сил стоимостью в 32 млн долларов, единственное учреждение Национальной гвардии в округе.
В 2010 году был основан неприбыльный фонд образования медали Почёта Гершеля Вули Уильямса с целью «почтить семьи, родственников и детей обладателей золотой звезды, тех, кто пожертвовал дорогими им людьми на службе своей стране». В настоящее время Уильямс служит в консультативном совете учредителей.
4 февраля 2018 года Уильямс вместе с 14 другими живущими обладателями медали Почёта был удостоен почестей на Суперкубке LII во время подбрасывания монеты. Он оставался единственным живущим морским пехотинцем, награждённым медалью Почёта за участие во Второй мировой войне.
В честь Уильямса названы:
- Медицинский центр (Hershel «Woody» Williams VA Medical Center) по адресу 1540 Spring Valley Dr, Huntington, WV 25704.
- Почтовое отделение 7048 в Фейрмонте, Западная Виргиния, по адресу 1310 Morgantown Ave. Fairmont WV 26554.
- Военный склад Национальной гвардии там же.
- Мост в Барбурсвилле, Западная Виргиния.
- Спортивная площадка, г. Хантингтон, Западная Виргиния.
- Корабль (Экспедиционный перегрузочный док) USS Hershel «Woody» Williams (ESB-4) построен компанией General Dynamics NASSCO на их собственной верфи в Сан-Диего[23]. Церемонию закладки киля корабля посетил Эдвард Байерс, также награждённый медалью Почёта[24] . 7 марта 2020 года Уильямс посетил церемонию ввода корабля в строй[25].